# 熏倒牛
熏倒牛（学名：Biebersteinia heterostemon）为牻牛儿苗科熏倒牛属下的一个种。

## 扩展阅读
- 維基物種上的相關：熏倒牛